# Wojciech Jaruzelski
Wojciech Witold Jaruzelski ( ˈvɔɪtʃɛx ˌjɑːruːˈzɛlski (ajutor·info); n. 6 iulie 1923, Kurów, Lublin, Polonia – d. 25 mai 2014, Varșovia, Polonia) a fost unul din cei mai de seamă reprezentanți ai Tratatului de la Varșovia, cunoscut pe plan mondial pentru reprimarea sângeroasă a protestatarilor sindicatului Solidaritatea, lucru realizat, în primul rând, prin impunerea a ceea ce s-a numit legea marțială.

## Biografie
Wojciech Jaruzelski s-a născut la 6 iulie 1923 într-o familie nobiliară cu tradiție militară. A fost crescut în regiunea Białystok, urmând o instruire școlară catolică la Bielany. După invadarea Poloniei de către Germania Nazistă, în 1939, fuge, împreună cu toată familia, în Lituania, dar, după ocuparea statelor baltice de către URSS, familia Jaruzelski este capturată de Armata Roșie și deportată în Siberia. Datorită condițiilor grele de trai din zonele asiatice ale URSS, tatăl lui Jaruzelski moare, în 1942, de dizenterie. Mama și sora sa au supraviețuit războiului (mama i-a murit în 1966. 
În 1940, la vârsta de 16 ani, Jaruzelski este trimis la muncă forțată în RSS Kazahă, la minele de cărbuni din Karaganda. În această perioadă,  a fost supus la pericole asupra ochilor săi și s-a îmbolnăvit de fotocheratită. De aceea, a fost nevoit să poarte ochelari de soare mult timp după aceea. 
Sovieticii au început crearea unităților de luptă poloneze. În timpul cât a stat în Kazahstan, Jaruzelski și-a dorit să lupte împotriva comunismului și să se alăture rezistenței anticomuniste din Polonia, dar, în 1943, este înrolat în armata poloneză, pusă sub comandă sovietică. Jaruzelski este printre primii care se alătură acestor unități și luptă în războiul anti-hitlerist, luând parte la luarea Varșoviei și la bătălia pentru Berlin. Devine astfel ofițer al Armatei Poloneze, după ce urmează Școala de Infanterie. La sfârșitul războiului, avea gradul de locotenent. Se încadrează politic în cadrul Partidului Muncitoresc Unit Polonez (Polska Zjednoczona Partia Robotnicza-PZPR) în 1948.
Imediat după Război, ia parte la reprimarea mișcării poloneze de rezistența anticomunistă. În 1964 devine membru al Comitetului Central al PZPR și, în 1968, este numit Ministru al Apărării, comandând trupele poloneze în invazia Cehoslovaciei de către trupele Tratatului de la Varșovia.

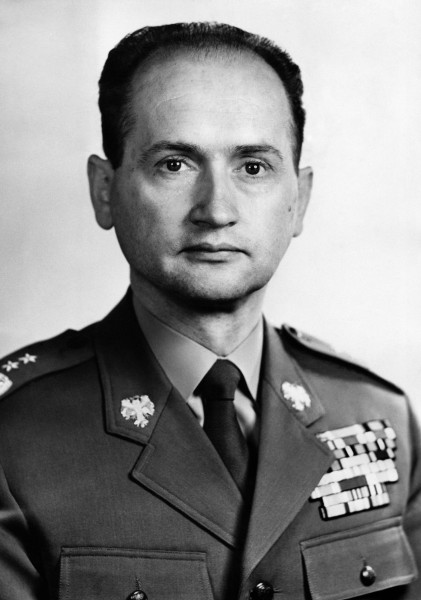
Wojciech Jaruzelski în 1968

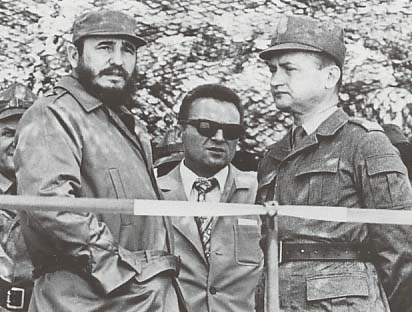
Jaruzelski și Fidel Castro în Polonia, mai 1972

În 1970 este implicat în complotul prin care Władysław Gomułka, secretarul general al PZPR, este forțat să demisioneze și este înlocuit cu Edward Gierek. 
După creșterea popularității sindicatului Solidaritatea, în 1981, Jaruzelski devine secretar general al PZPR și prim-ministru. La vremea respectivă, a fost singurul conducător al vreunui stat comunist european de profesie cadru militar. După două săptămâni de la preluarea puterii, s-a întâlnit cu liderul sindicatului Solidaritatea, Lech Wałęsa și cu arhiepiscopul catolic Józef Glemp, pentru a discuta despre aducerea Bisericii Catolice și a sindicatului într-o așa-zisă coaliție de guvernare. 
Pe 13 decembrie 1981, impune Legea Marțială și începe operațiunile de represiune militară împotriva protestatarilor. A reușit să împiedice, astfel, intervenția trupelor sovietice. Pentru aceasta, a format un Consiliu Militar al Salvării Naționale, al cărui președinte a fost. Atunci, știrile BBC au calificat legea marțială ca fiind o încercare de a suprima sindicatul Solidaritatea. 
În 1982 îl eliberează pe liderul sindicatului Solidaritatea (Solidarność), Lech Wałęsa și îi dă dreptul să lucreze la Șantierul Naval din Gdańsk, ca electrician. De asemenea, problemele economice (doar către statele occidentale Polonia avea o datorie de 35 miliarde de dolari) îl forțează să ia măsuri mai liberale.

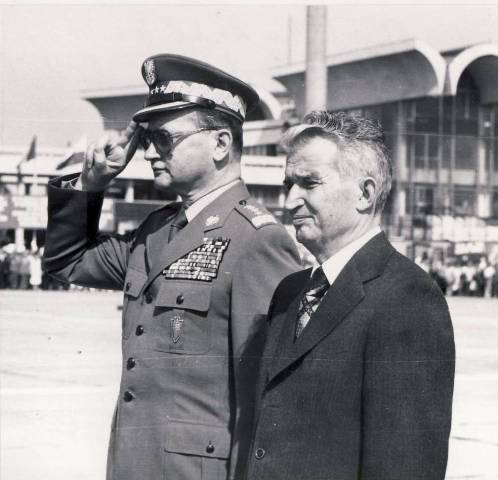
Jaruzelski și Nicolae Ceaușescu

În 1985 a demisionat din funcția de prim-ministru și de ministru al Apărării Naționale și devine președinte al Consiliului de Stat al Republicii Populare Polone. 
Urmând linia politica de decongestionare a sistemului comunist, promovată de Mihail Gorbaciov, a invitat membrii sindicatului Solidaritatea la negocieri („masa rotundă”) în 1988, după ce, în 1986, eliberează o parte a deținuților politici. Polonia devine, astfel, prima și singura țară comunistă fără deținuți politici. Jaruzelski încearcă, astfel, să redreseze situația economică dezastruoasă. Politica lui a fost, însă, doar un experiment gorbaciovist într-o țară comunistă est-europeană.
Se creează astfel compromisul dintre partid și societatea civilă: negocieri, dezbateri, participare la guvernare, libertate de expresie precum și limitarea efectivelor birocraților.
Prin astfel de "mese rotunde" liderul polonez eliberează premisele pentru o viitoare economie de piață. Încearcă, de altfel, și crearea unei mari coaliții între Partidul Comunist și Solidaritatea, însă Lech Wałęsa refuză. 

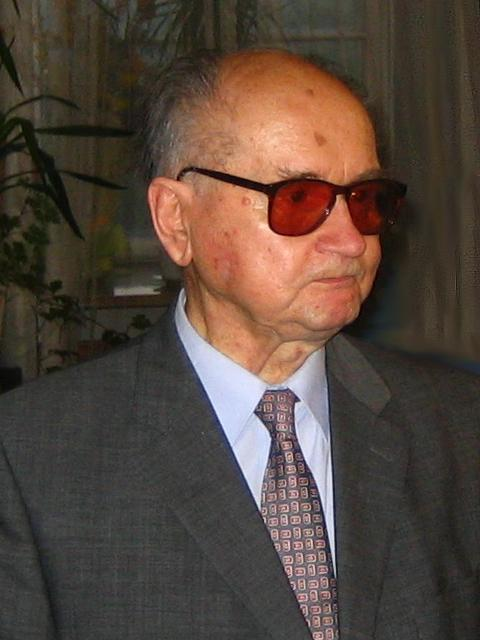
Wojciech Jaruzelski în 2006

În 1990 demisionează, Lech Wałęsa luându-i locul în funcția de șef al statului. Din 1999, este membru al Alianței Stângii Democrate din Polonia. În 2010 este acuzat de crimă comunistă pentru faptul că a impus legea marțială, dar starea sa de sănătate îl împiedică să asiste la proces. Un an mai târziu, este diagnosticat cu cancer limfatic.

## Funcții deținute
- 1965-1985 Ministru al Apărării Naționale al Poloniei
- 1981-1985 Prim-ministru al Poloniei
- 1985-1989 Președinte al Consiliului de Stat al Poloniei
- 1989-1990 Președinte al Poloniei
- 1981-1990 Secretar General al Partidului Muncitoresc Unit Polonez